# Лайла Пакалніня
Лайла Пакалніня (латис. Laila Pakalniņa; *4 червня 1962, Лієпая) — латвійська кінорежисерка і сценаристка. Закінчила ВДІК. Учасник кінофоруму «Арсенал».

## Нагороди
У 2003 отримала «Великого Крістапа» в номінації Найкращий повнометражний ігровий фільм за стрічку «Пітон» (Pitons), а в 2007 в тій же номінації за фільм «Вода» («Ūdens»).

## Особисте життя
Одружена з Юрісом Пакалніньшем.

## Кінороботи

### Туфля
Фільм «Туфля» брав участь в Берлінському фестивалі. На фестивалі в Єрусалимі, стрічку показували в інформаційній програмі. У 1998 брав участь в Першому міжнародному кінофестивалі «Євразія», в тому ж році фільм був показаний на Канському фестивалі.

### Вода
З 11 по 15 лютого 2006 стрічка «Вода» брала участь в конкурсній програмі короткометражних фільмів Міжнародного Берлінського кінофестивалю. У 2007 фільм в номінації «Кращий повнометражний ігровий фільм» отримав нагороду «Великого Крістапа».

### «33 Звіра для Санта-Клауса»
У 2011 стрічка була включена до конкурсної програми фестивалю документального кіно в Амстердамі (IDFA).

### «Піци»
У 2012 фільм «Піци» став одним з трьох художніх фільмів, які отримали нагороду в конкурсній програмі CinemaXX Римського міжнародного кінофестивалю.

## Фільмографія
- Vela (1991)
- Doms (1991)
- Anna Ziemassvetki (1992)
- Baznica (1993)
- Pramis (1996)
- Pasts (1996)
- Ozols (1997)
- Kurpe (1998)
- Tusya (2000)
- Papa Gena (2001)
- Mostieties! (2001)
- Martins (2002)
- Pitons (2003)
- Visions of Europe (2004)
- Buss (2004)
- Leiputrija (2004)
- Teodors (2006)
- Udens (2006)
- Kilnieks (2006)
- Par dzimteniti (2008)